# Sainte-Trie
Sainte-Trie (okzitanisch Sent Trían) ist ein Ort und eine aus mehreren Weilern (hameaux) und Einzelgehöften bestehende Gemeinde mit 113 Einwohnern (Stand: 1. Januar 2022) im Osten des südfranzösischen Départements Dordogne in der Region Nouvelle-Aquitaine. Die Bewohner werden Saint-Trojannais und Saint-Trojannaises genannt.

## Lage
Sainte-Trie liegt gut 64 km (Fahrtstrecke) nördlich der Stadt Sarlat-la-Canéda bzw. gut 48 km nordöstlich von Périgueux in einer Höhe von ca. 235 m ü. d. M. Das Klima ist gemäßigt und wird gleichermaßen vom Atlantik wie von den Bergen des Zentralmassivs beeinflusst. An der südwestlichen Gemeindegrenze verläuft das Flüsschen Dalon.

## Bevölkerungsentwicklung
| Jahr      | 1800 | 1851 | 1901 | 1954 | 1999 | 2014 |
| Einwohner | 234  | 458  | 366  | 183  | 148  | 109  |

Der kontinuierliche Bevölkerungsrückgang in der ersten Hälfte des 20. Jahrhunderts ist im Wesentlichen auf die Reblauskrise im Weinbau und die zunehmende Mechanisierung der Landwirtschaft sowie den jeweils damit einhergehenden Verlust an Arbeitsplätzen zurückzuführen.

## Wirtschaft
Die Bewohner der Gemeinde lebten jahrhundertelang als Selbstversorger von den Erträgen ihrer Felder und Gärten; daneben wurden auch Viehzucht, ein wenig Weinbau und die Anpflanzung von Esskastanien betrieben. Im Ort selbst siedelten auch Handwerker, Kleinhändler und Dienstleister. Seit den 1960er Jahren werden einige der leerstehenden Häuser als Ferienwohnungen (gîtes) genutzt.

## Geschichte
Eine Kirche in Sainte-Trie ist bereits im Jahr 1047 unter dem Namen Ecclesia Sancti Trojani bezeugt; der im Lauf der Zeit feminisierte Name bezieht sich auf den hl. Trojanus von Saintes.

## Sehenswürdigkeiten

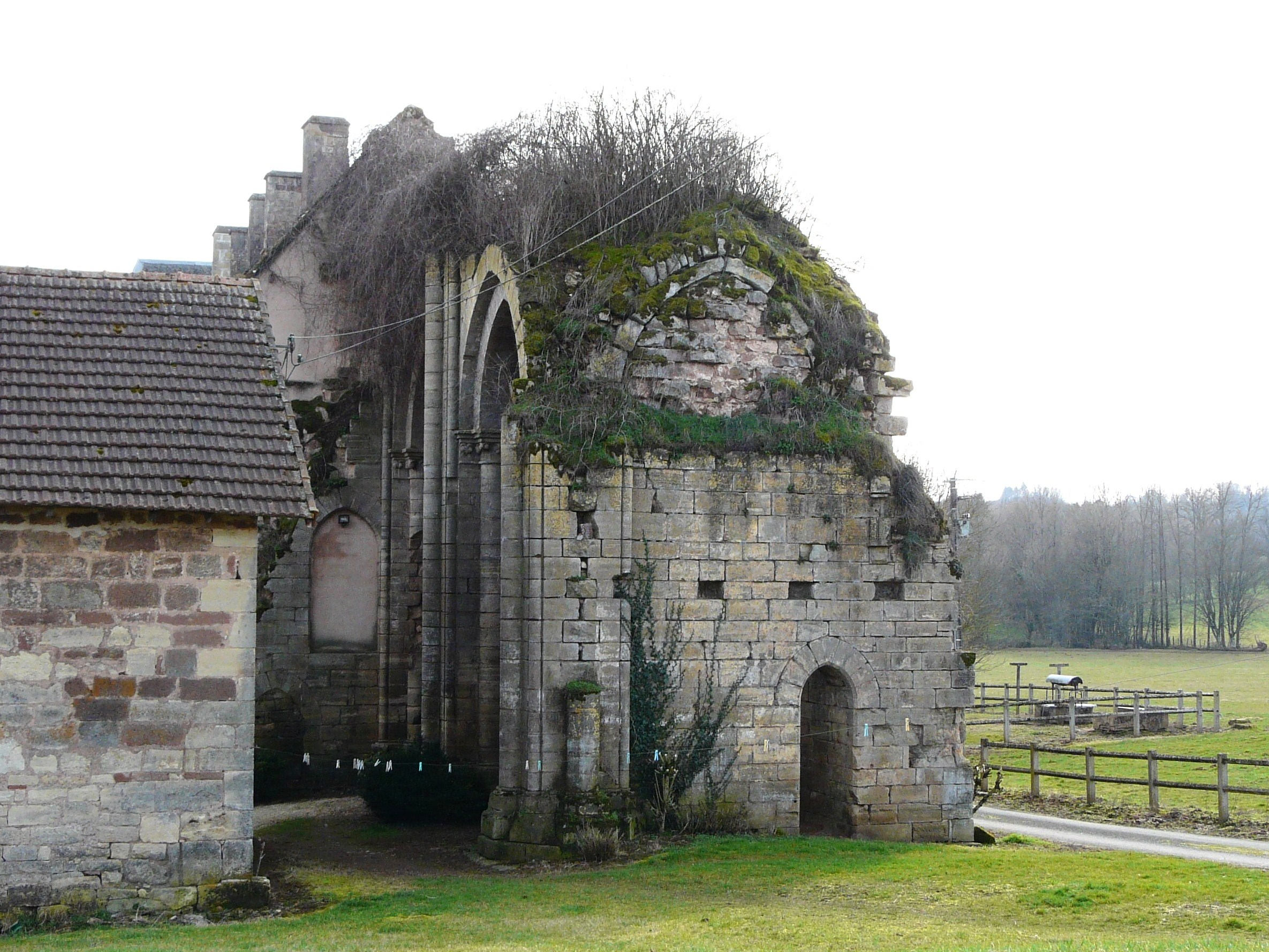
Ruinen der Abtei Dalon

- Der Ursprung der Pfarrkirche Saint-Trojan liegt im 12. Jahrhundert; aus dieser Zeit stammt noch das Portal. Die anderen Teile wurden in den nachfolgenden Jahrhunderten erneuert. Imposant und mit Strebepfeilern verstärkt ist die Fassade mit ihrem zweigeteilten Glockengiebel. Im Innern der einschiffigen Kirche befindet sich eine Pietà aus Holz aus dem 13. und eine steinerne Liegefigur (gisant) aus dem 14. Jahrhundert; letztere ist seit dem Jahr 1947 als Monument historique klassifiziert.[3]
- Auf dem Gemeindegebiet, aber rund fünf Kilometer südöstlich von Sainte-Trie am Bach Dalon in einer Höhe von rund 185 m ü. d. M.[4] befinden sich die Ruinen der mittelalterlichen Zisterzienser-Abtei Dalon.